# Battleground: Ardennes
Battleground: Ardennes est un jeu vidéo de type wargame développé et publié par  TalonSoft en 1995 sur PC. Il est le premier opus de la série Battleground. Il se déroule pendant la Seconde Guerre mondiale et simule la bataille des Ardennes. Il propose 25 scénarios et permet au joueur de commander les armées allemandes ou américaines.

## Accueil
| Battleground: Ardennes |      |       |
| Média                  | Pays | Notes |
| Computer Gaming World  | US   | 3/5   |
| Gen4                   | FR   | 3/5   |
| Joystick               | FR   | 90 %  |
| PC Gamer US            | US   | 91 %  |
| PC Team                | FR   | 92 %  |
| PC Zone                | UK   | 84 %  |